# Svećeničko društvo Svetog Jozafata
Svećeničko društvo svetog Jozafata Kunceviča (SSJK) je društvo tradicionalističkih svećenika i sjemeništaraca koji potječu iz Ukrajinske grkokatoličke crkve koju vodi svećenik Bazilije Kovpak. Sjedište joj je u zapadnoj Ukrajini. SSJK je povezan s Bratstvom sv. Pija X. Svećenici SSJK slijede isključivo latiniziranu verziju slavenskog bizantskog obreda u rutenskoj redakciji.

### Sjemenište
Sjemenište SSJK posvećeno je Bezgrješnom Srcu Marijinom i trenutno ga pohađa tridesetak sjemeništaraca. Važnim smatraju pobožnost Gospi Fatimskoj i vjernost tradicionalnoj katoličkoj teologiji (s naglaskom na pretkoncilsku teologiju).

## Odnosi sasui jurisUkrajinskom katoličkom Crkvom i Svetom Stolicom

### Crkvenoslavenski
SSJK se protivi napuštanju crkvenoslavenskog, tradicijskog liturgijskog jezika slavenskih Crkava, u korist suvremenog ukrajinskog jezika. Društvo drži da je crkvenoslavenski nužan za naglašavanje jedinstva među svim slavenskim kršćanima te da je važan za izbjegavanje nacionalizma i narodnosnih podjela slavenskih kršćana.

### Ekumenizam
Družba svetog Josafata osuđuje ekumenizam s pravoslavcima koji trenutno prakticiraju i Sveta Stolica i Ukrajinska katolička Crkva. Umjesto toga, društvo promiče katoličko misionarsko djelovanje među pravoslavcima, koji nisu u zajednici (uniji) sa Svetom Stolicom. 

### Pokušaj izopćenja
Godine 2003. kardinal Ljubomir Husar izopćio je poglavara SSJK-a Bazilija Kovpaka iz Ukrajinske Grkokatoličke Crkve. Kovpak se žalio na ovu kaznu Rimskoj Roti u Vatikanu i izopćenje je proglašeno ništavim zbog nedostatka kanonskog prekršaja.